# Rainer Schmidt (Politiker)
Rainer Schmidt (* 28. März 1947 in Hamburg) ist ein deutscher GAL-Politiker und ehemaliges Mitglied der Hamburgischen Bürgerschaft.

## Politik
Der Student der Sozialpädagogik Rainer Schmidt zog am 7. Januar 1985 für die Grün-Alternative Liste in die Hamburgische Bürgerschaft ein. Er löste als sogenannter Nachrücker Parteifreundin Ulla Jelpke ab, die – folgend einem Beschluss der GAL zum sogenannten Rotationsverfahren – nach der halben Wahlperiode aus dem Feierabendparlament ausscheiden musste. Schmidts Mandat dauerte bis zum Dezember 1986.